# Philip LaZebnik
Philip LaZebnik (n. Ann Arbor, Míchigan, Estados Unidos) es un guionista conocido por su trabajo en series y películas, como: Wings, Star Trek: La nueva generación, Pocahontas y Mulan.

## Filmografía

### Guionista

#### Películas
- Pocahontas (1995)
- Mulan (1998)
- Pocahontas 2: Viaje a un nuevo mundo (1998)
- El príncipe de Egipto (1998)
- Mulan 2 (2004)
- Tempelriddernes skat (2006)
- Astérix y los vikingos (2006)
- Tempelriddernes skat II (2007)
- Los tres investigadores y el secreto de la isla esqueleto (2007)
- Tempelriddernes skat III: Mysteriet om slangekronen (2008)
- Los tres investigadores en el secreto del castillo del terror (2009)

##### Telefilme
- Hindenburg (2011)

#### Series de televisión
- Día a día (1988 - 1989)
- Dos en el aire (1990 - 1991)
- Star Trek: La nueva generación (1991)
- La familia Tórkelson (1991 - 1992)
- Almost Home (1993)
- Mrs. Piggle-Wiggle (1994)
- Star Trek: Espacio profundo 9 (1994)
- Mutante-X (2002)
- El lugar del crimen (2009)
- Ludvig & Julemanden (2011)

##### Miniseries de televisión
- Prinsen af Bengalen (2004)